# Sopas

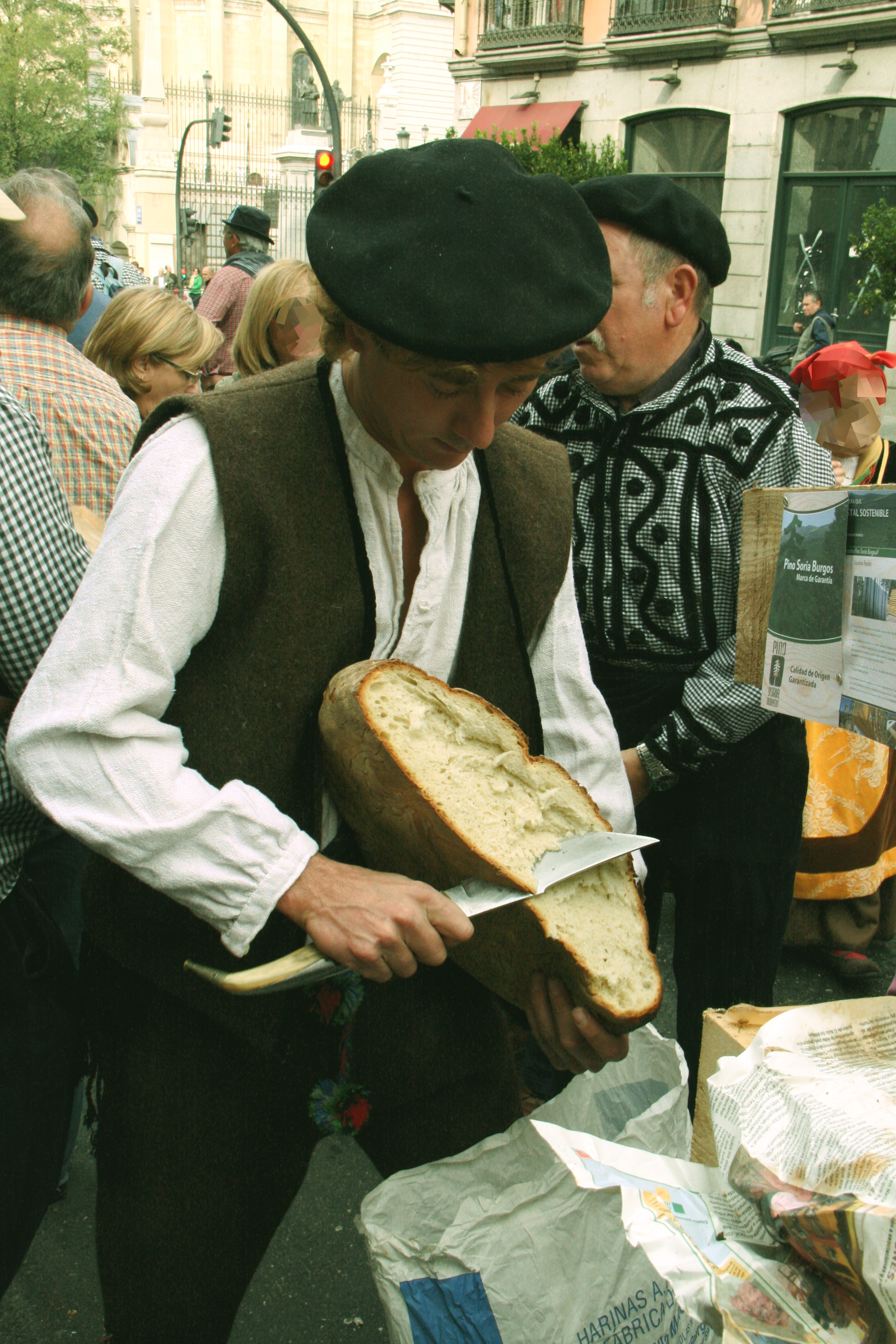
Pastor cortando rebanadas de pan

Las sopas son rebanadas de pan cortadas para ser vertidas en un caldo de carne. Por regla general son los panes remojados en cualquier líquido, bien sea agua caliente, vino (sopas borrachas), leche, caldo, aceite de oliva, etc. «Sopa» es el cognado español de soupe, zuppa o suppa en su sentido primigenio.

## Origen
En la cocina medieval era considerada una comida muy común, servida a menudo entre los platos servidos en un banquete. Las sopas, se podían remojar en diferentes líquidos nutritivos, que podrían ser por ejemplo: vino, leche o caldo de carne. Es frecuente que fuera servido con el pan aparte para que el comensal se sirviera y en algunos casos el pan tostado o frito —como si de croûtons se tratara—. En los banquetes, las sopas eran a menudo cortados de antemano en pedazos, e incluso era ocasión para consumir el pan duro.

## Variantes

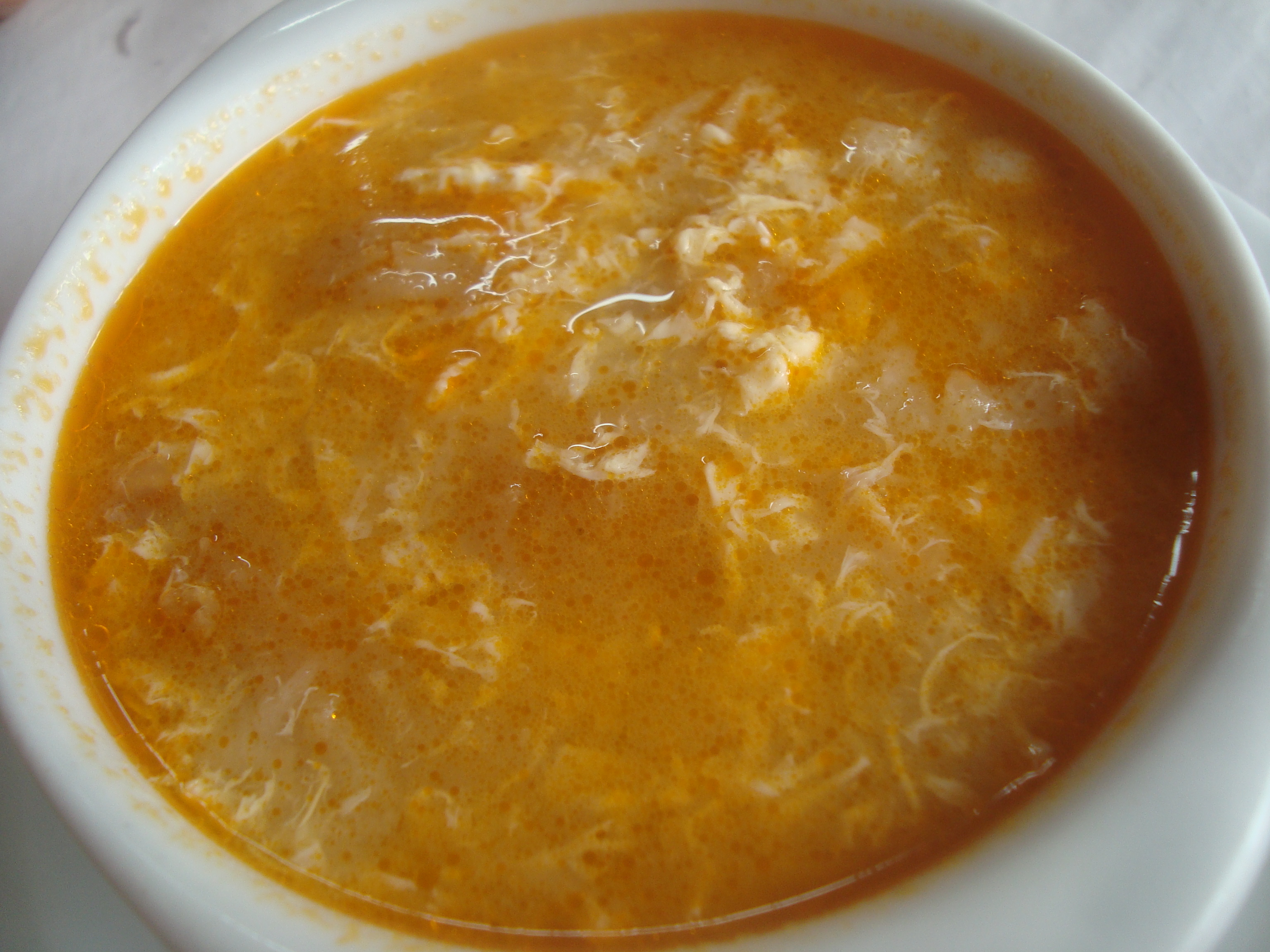
Sopa Castellana.

Algunas de las sopas más conocidas en la cocina española son las sopas de ajo, así como la sopas castellanas, en el sur de España se tienen las sopas canas y de gato. En la cocina italiana se tiene de la misma forma las panadas.